# Beatriz Tavares
Beatriz  Cunha Tavares Cardoso (Rio de Janeiro,  25 de maio de 1995) é uma remadora brasileira.
Na infância praticou  judô, natação e nado sincronizado, e cogitou o basquete antes de aos 11 anos receber a sugestão que teria o biotipo para o remo, e foi encaminhada para um treino no Clube de Regatas do Flamengo.
No dia 11 de agosto de 2013, no Mundial Junior, realizado na Lituânia, Beatriz ficou com a quinta colocação na final do single skiff; com isso, ela entrou para a história do esporte nacional, uma vez que essa foi a primeira vez que uma brasileira chegou à decisão dessa prova na história da competição.
Até julho de 2013, ela já havia conquistado nove medalhas de ouro em torneios internacionais, dentre as quais, o da Regata Internacional da Alemanha.
Em 2014, um mês após estrear na Copa do Mundo, a dupla Fabiana Beltrame e Beatriz Cardoso ganhou sua primeira medalha de ouro no Festival Pan-Americano, realizado na Cidade do México; elas venceram no double skiff peso-leve com 7m15s66, à frente das argentinas (7m17s94) e das cubanas (7m18s38), após ficarem com a medalha de bronze no mesmo barco na categoria aberta, quando conquistaram a sétima vaga do Brasil para os Jogos Pan-Americanos de 2015, em Toronto. Acabaria não indo para o Pan por testar positivo no anti-doping para estanozolol, que ela declarou ter sido parte de um remédio ginecológico. Ficou suspensa por 4 anos. Ao retomar a carreira, mudou de clube para o Botafogo de Futebol e Regatas. No período afastada, começou a faculdade de nutrição na Universidade Federal do Estado do Rio de Janeiro (UniRio).
Na edição dos Jogos Sul-Americanos de 2022, realizado no Paraguai, conquistou a medalha de prata na categoria de skiff simples.
Nos Jogos Pan-Americanos de 2023 em Santiago, foi medalha de prata no skiff simples.
Nos Jogos Olímpicos de 2024, em Paris, chegou às quartas-de-final, e terminou em 15º no geral. 